# Oscaruddelingen 1996
Oscaruddelingen 1996 var den 68. oscaruddeling, hvor de bedste film fra 1995 blev hædret af Academy of Motion Picture Arts and Sciences. Uddelingen blev afholdt 25. marts 1996 i Shrine Auditorium i Los Angeles, Californien, USA. Værten var Whoopi Goldberg.

## Vindere og nominerede
Vindere står øverst, er skrevet i fed.
| Bedste film - Braveheart – Mel Gibson, Bruce Davey and Alan Ladd Jr., producere - Apollo 13 – Brian Grazer, producer - Babe - den kække gris – George Miller, Doug Mitchell og Bill Miller, producere - Postbudet – Mario Cecchi Gori (Posthum nominering), Vittorio Cecchi Gori og Gaetano Daniele, producere - Fornuft og følelse – Lindsay Doran, producer | Bedste instruktør - Mel Gibson – Braveheart - Chris Noonan – Babe - den kække gris - Tim Robbins – Dead Man Walking - Mike Figgis – Leaving Las Vegas - Michael Radford – Postbudet |
| Bedste mandlige hovedrolle - Nicolas Cage – Leaving Las Vegas som Ben Sanderson - Richard Dreyfuss – Mr. Holland's Opus som Glenn Holland - Anthony Hopkins – Nixon som Richard Nixon - Sean Penn – Dead Man Walking som Matthew Poncelet - Massimo Troisi – Postbudet som Mario Ruoppolo (posthum nominering)                                                | Bedste kvindelige hovedrolle - Susan Sarandon – Dead Man Walking som Helen Prejean - Elisabeth Shue – Leaving Las Vegas som Sera - Sharon Stone – Casino som Ginger McKenna - Meryl Streep – The Bridges of Madison County som Francesca Johnson - Emma Thompson – Fornuft og følelse as Elinor Dashwood |
| Bedste mandlige birolle - Kevin Spacey – The Usual Suspects som Roger "Verbal" Kint - James Cromwell – Babe - den kække gris som Farmer Arthur Hoggett - Ed Harris – Apollo 13 som Gene Kranz - Brad Pitt – Twelve Monkeys som Jeffrey Goines - Tim Roth – Rob Roy som Archibald Cunningham                                                                   | Bedste kvindelige birolle - Mira Sorvino – Mig og Afrodite som Linda Ash - Joan Allen – Nixon som Pat Nixon - Kathleen Quinlan – Apollo 13 som Marilyn Gerlach Lovell - Mare Winningham – Georgia som Georgia Flood - Kate Winslet – Fornuft og følelse som Marianne Dashwood |
| Bedste originale manuskript - The Usual Suspects – Christopher McQuarrie - Braveheart – Randall Wallace - Mig og Afrodite – Woody Allen - Nixon – Oliver Stone, Christopher Wilkinson og Stephen J. Rivele - Toy Story – Joss Whedon, Andrew Stanton, Joel Cohen, Alec Sokolow, John Lasseter, Pete Docter og Joe Ranft                                       | Bedste manuskript baseret på materiale, der tidligere er produceret eller udgivet - Fornuft og følelse – Emma Thompson baseret på romanen af Jane Austen - Apollo 13 – Al Reinert og William Broyles Jr. baseret på bogen Lost Moon af Jim Lovell og Jeffrey Kluger - Babe - den kække gris – George Miller and Chris Noonan based on the book The Sheep-Pig by Dick King-Smith - Leaving Las Vegas – Mike Figgis baseret på romanen af John O'Brien - Postbudet – Michael Radford, Anna Pavignano, Furio Scarpelli, Giacomo Scarpelli og Massimo Troisi (posthum nominering) baseret på romanen Ardiente Paciencia af Antonio Skármeta |
| Bedste fremmedsprogede film - Antonias verden (Holland) – Marleen Gorris, instruktør - Lærerinden (Sverige) – Bo Widerberg, instruktør - Poussières de vie (Algeriet) – Rachid Bouchareb, instruktør - O Quatrilho (Brasilien) – Fábio Barreto, instruktør - Stjernemageren (Italien) – Giuseppe Tornatore, instruktør                                        | Bedste dokumentar - Anne Frank Remembered – Jon Blair - The Battle Over Citizen Kane – Thomas Lennon og Michael Epstein - Small Wonders – Allan Miller og Walter Scheuer - Hank Aaron: Chasing the Dream – Mike Tollin og Fredric Golding - Troublesome Creek: A Midwestern – Jeanne Jordan og Steven Ascher |
| Bedste korte dokumentar - One Survivor Remembers – Kary Antholis - Jim Dine: A Self-Portrait on the Walls – Nancy Dine og Richard Stilwell - The Living Sea – Greg MacGillivray og Alec Lorimore - Never Give Up: The 20th Century Odyssey of Herbert Zipper – Terry Sanders og Freida Lee Mock - The Shadow of Hate – Charles Guggenheim                     | Bedste kortfilm - Lieberman in Love – Christine Lahti and Jana Sue Memel - Brooms – Luke Cresswell og Steve McNicholas - Duke of Groove – Griffin Dunne og Thom Colwell - Little Surprises – Jeff Goldblum og Tikki Goldberg - Tuesday Morning Ride – Dianne Houston og Joy Ryan |
| Bedste korte animationsfilm - På et hængende hår – Nick Park - The Chicken from Outer Space – John R. Dilworth - The End – Chris Landreth og Robin Barger - Gagarin – Alexiy Kharitidi - Runaway Brain – Chris Bailey | Bedste musik: Drama - Postbudet – Luis Bacalov - Apollo 13 – James Horner - Braveheart – James Horner - Nixon – John Williams - Fornuft og følelse – Patrick Doyle |
| Bedste musik: Musical eller komedie - Pocahontas – Musik af Alan Menken; Tekst af Stephen Schwartz; Orkestermusik af Alan Menken - Præsident på frierfødder – Marc Shaiman - Sabrina – John Williams - Toy Story – Randy Newman - Små og store helte – Thomas Newman                                                                                          | Bedste sang - "Colors of the Wind" fra Pocahontas – Musik af Alan Menken; Tekst af Stephen Schwartz - "Dead Man Walkin'" fra Dead Man Walking – Musik og tekst af Bruce Springsteen - "Have You Ever Really Loved a Woman" fra Don Juan DeMarco – Musik og tekst af Michael Kamen, Bryan Adams og Robert John Lange - "Moonlight" from Sabrina – Music by John Williams; Lyrics by Alan and Marilyn Bergman - "You've Got a Friend in Me" fra Toy Story – Musik og tekst af Randy Newman |
| Bedste redigering af lydeffekter - Braveheart – Lon Bender og Per Hallberg - Batman Forever – John Leveque og Bruce Stambler - Fjenden i dybet – George Watters II | Bedste lyd - Apollo 13 – Rick Dior, Steve Pederson, Scott Millan og David MacMillan - Batman Forever – Donald O. Mitchell, Frank A. Montaño, Michael Herbick og Petur Hliddal - Braveheart – Andy Nelson, Scott Millan, Anna Behlmer og Brian Simmons - Fjenden i dybet – Kevin O'Connell, Rick Kline, Gregory H. Watkins og William B. Kaplan - Waterworld – Steve Maslow, Gregg Landaker og Keith A. Wester |
| Bedste scenografi - Kongen og elskerinden - og hendes mand! – Eugenio Zanetti - Apollo 13 – Michael Corenblith og Merideth Boswell - Babe - den kække gris – Roger Ford og Kerrie Brown - A Little Princess – Bo Welch og Cheryl Carasik - Richard III – Tony Burrough                                                                                        | Bedste fotografering - Braveheart – John Toll - Batman Forever – Stephen Goldblatt - A Little Princess – Emmanuel Lubezki - Fornuft og følelse – Michael Coulter - Shanghai-triaden – Lü Yue |
| Bedste makeup - Braveheart – Peter Frampton, Paul Pattison og Lois Burwell - My Family – Ken Diaz og Mark Sanchez - Roommates – Greg Cannom, Bob Laden og Colleen Callaghan | Bedste kostumer - Kongen og elskerinden - og hendes mand! – James Acheson - Twelve Monkeys – Julie Weiss - Braveheart – Charles Knode - Richard III – Shuna Harwood - Fornuft og følelse – Jenny Beavan og John Bright |
| Bedste klipning - Apollo 13 – Mike Hill og Daniel P. Hanley - Babe - den kække gris – Marcus D'Arcy og Jay Friedkin - Braveheart – Steven Rosenblum - Fjenden fra dybet – Chris Lebenzon - Seven – Richard Francis-Bruce | Bedste visuelle effekter - Babe - den kække gris – Scott E. Anderson, Charles Gibson, Neal Scanlan og John Cox - Apollo 13 – Robert Legato, Michael Kanfer, Leslie Ekker og Matt Sweeney |

### Æres-Oscar
- Chuck Jones
- Kirk Douglas

### Special Achievement Award
- John Lasseter for Toy Story